# 中国免疫学杂志
《中国免疫学杂志》创刊于1985年，是中国大陆医药卫生科技类半月刊，编辑部位于吉林省长春市。此刊物由中国免疫学会，吉林省医学期刊社主办。
《中国免疫学杂志》在2018年被中华人民共和国国家新闻出版广电总局新闻报刊司评为2017年全国“百强报刊”。